# Корюківська міська рада
Корю́ківська міська́ ра́да —  орган місцевого самоврядування Корюківської міської об’єднаної територіальної громади в Корюківському районі Чернігівської області. Адміністративний центр громади — місто Корюківка.

## Загальні відомості
- Територія ради: 795,2 [Архівовано 1 жовтня 2020 у Wayback Machine.] км²
- Населення ради: 18 791 [Архівовано 1 жовтня 2020 у Wayback Machine.] особи (станом на 2019 рік)
- Територією ради протікає річка Бреч та Убідь

## Населені пункти
Міській раді підпорядковані населені пункти:
місто Корюківка з селами Лебіддя та Трудовик
Брецький старостинський округ у складі сіл Бреч, Гуринівка, Лубенець, Нова Гуринівка, Озереди, Ховдіївка;
Будянський старостинський округ  у складі сіл Буда, Маховики, Петрова Слобода, Соснівка, Шишка;
Забарівський  старостинський округ у складі сіл Забарівка, Воловики, Кирилівка, Нова Буда;
Наумівський старостинський округ у складі сіл Наумівка, Андроники, Високе, Переділ, Спичувате, Турівка;
Рейментарівський старостинський округ у складі сіл Рейментарівка, Богдалівка, Гутище, Заляддя, Олійники, Довга Гребля;
Сядринський старостинський округ у складі сіл Сядрине, Будище, Самотуги, Тельне;
Тютюнницький старостинський округ у складі сіл Тютюнниця, Костючки, Кугуки, Самсонівка, Сахутівка;
Хотіївський старостинський округ у складі села  Хотіївка;
Домашлинський старостинський округ у складі сіл  Домашлин, Бешківка, Луковець;
Олександрівський старостинський округ у складі сіл Олександрівка, Верхолісся, Піски;
Савинківський старостинський округ у складі сіл Савинки, Бурківка.

## Склад ради
Рада складається з 26 депутатів та голови.
- Голова ради: Ахмедов Ратан Ратанович
- Секретар ради: Плющ Анастасія Вікторівна

### Керівний склад попередніх скликань
| Прізвище, ім'я, по батькові | Основні відомості                                                                                 | Дата обрання | Дата звільнення |
| --------------------------- | ------------------------------------------------------------------------------------------------- | ------------ | --------------- |
| Матюха Ігор Валерійович     | Міський голова, 1973 року народження, освіта вища, член Партії промисловців і підприємців України | 26.03.2006   | 03.10.2016      |
| Ахмедов Ратан Ратанович     | Міський голова, 1987 року народження, освіта вища, безпартійний, самовисування                    | 30.12.2016   |                 |

Примітка: таблиця складена за даними сайту Верховної Ради України